# مزغمة (بني منصور)
مزغمة هو دُوَّار يقع بجماعة الصباب، إقليم جرسيف، جهة الشرق في المملكة المغربية. ينتمي الدوّار لمشيخة بني منصور التي تضم 3 دواوير. يقدر عدد سكانه بـ 474 نسمة حسب الإحصاء الرسمي للسكان والسكنى لسنة 2004.

## روابط خارجية
- البوابة الوطنية للجماعات الترابية نسخة محفوظة 12 مارس 2018 على موقع واي باك مشين.
- المندوبية السامية للتخطيط